# 拉什陶爾 (密蘇里州)
拉什陶爾（英語：Rush Tower）是位於美國密蘇里州傑佛遜縣的非建制地區。

## 歷史
拉什陶爾的郵局於1843年設立，1856年關閉後又於1871年重啟，最終於1957年停運。

## 地理
拉什陶爾所處的海拔為高於海平面120米（即394英呎），而該地所採用的時區為UTC-6，即北美中部時區（CST）。同時該地設有夏令時間，為UTC-6調快一小時，即UTC-5（CDT）。